# Border terrier
Border terrier – rasa psa należąca do grupy terierów, zaklasyfikowana do sekcji terierów wysokonożnych. Typ wilkowaty. Nie podlega  próbom pracy.

## Rys historyczny
Przodkowie border terrierów pochodzą z rejonu granicznego pomiędzy Anglią a Szkocją. Blisko spokrewnionymi rasami psów są: Bedlington terier i Dandie Dinmont terrier. Przed rokiem 1880 psa tego często nazywano reedwater terierem. Przez Kennel Club rasa ta została uznana w roku 1920.

## Wygląd[5]

### Sylwetka
Krępa, nieco wydłużona, głęboka i wąska. Szyja średniej długości, klatka piersiowa długa i szczupła.

### Głowa
Sucha, w kształcie głowy wydry, średnio owłosiona, włos szorstki. Kufa krótka i mocna, zęby ustawione pionowo. Preferowany zgryz nożycowy, dopuszczalny cęgowy.

### Oczy
Ciemne, średniej wielkości, spojrzenie bystre.

### Kończyny
Proste, harmonijnie umięśnione, proporcjonalnej długości. Łapy małe, krótkie, z grubymi opuszkami. Kroki długie i pewne, ruch szybki, dynamiczny i wytrwały.

### Ogon
U nasady gruby, zwężający się ku końcówce, prosty, wysoko osadzony i niezbyt długi.

## Szata i umaszczenie
Włos sztywny i twardy (szorstki), odporny na warunki atmosferyczne i przemoczenie. Umaszczenie: najpopularniejszy – grizzle (brązowy przesiany szarym i czarnym), blue&tan – czarny przesiany siwym (blue) z brązowym podpalaniem (tan), rudy we wszystkich odcieniach.

## Zachowanie i charakter
Psy tej rasy są bardzo aktywne, chętnie penetrują otoczenie, lubią jego zmiany. Towarzyskie i rodzinne, dobrze znoszą obecność innych psów. Są bardzo odważne i energiczne.

## Użytkowość
Od dawna border teriery wykorzystywano w polowaniach jako doskonałe norowce. Pracowały także ze sforami psów gończych, głównie z foxhoundami angielskimi polującymi na lisy. Współcześnie najczęściej występuje jako pies towarzyszący.

## Zdrowie i pielęgnacja
Włos wymaga regularnego trymowania oraz wyczesywania co najmniej dwa razy w tygodniu, a duża ruchliwość wymaga zaspokojenia na długich spacerach.